# Mats Arvidsson
Mats Arvidsson (19 aprile 1958) è un ex calciatore svedese, di ruolo centrocampista.